# Рудничный (Пермский край)
Рудничный — упразднённый рабочий посёлок в Кизеловском городском округе Пермской области.

## География
Расположен южнее основной части города на границе Кизеловского городского и Губахинского муниципального округов, на склоне довольно высокого увала. Севернее Рудничного находится самая высокая точка — 424 м.

## История
История возникновения Рудничного связана с открытием в 1783 году Артемьевского рудника. Рудник был назван в честь И. Л. Лазарева — Артемия. В 1910 году население Артемьевского рудник состоял из 123 дворов. В селении были: часовня, в дальнейшем ставшая православной церковью, училище, 3 торговые лавки. Торжки в селении бывали 20 ноября.
После Революции 1917 года рудник Артемьевский был переименован в рудник Коммунаров. По данным на 1926 год рудник Коммунаров состоял из 122 хозяйств. В административном отношении входил в состав Половинского поссовета Кизеловского района Верхнекамского округа Уральской области.
В 1928 году работа рудника была остановлена.
В январе 1939 года в посёлке была пущена в эксплуатацию шахта «Рудничная».
С конца 1930-х по 1957 год при шахте располагался трудпосёлок. Максимальное количество поселенцев в нём пришлось на конец 1940-х и составляло более 950 человек. Основной контингент: в конце 1930-х, начале 1940-х трудпоселенцы и «бывшие кулаки», с середины 1940-х — оуновцы, власовцы и советские немцы.
17 апреля 1944 года Артемьевский (Артёмовский) получил статус посёлка городского типа и как посёлок шахты «Рудничная» новое наименование — Рудничный. Наибольшего развития посёлок достиг в 50-е годы XX века: бурно строился Верхний посёлок -появились новые улицы с клубом, библиотекой, детским садом, яслями. В Нижнем посёлке в эти годы было построено новое здание средней школы. В 1959 году население Рудничного достигло максимума — 5,1 тыс. человек. Наряду с шахтой «Рудничная» работал кирпичный завод.
27 декабря 2004 года включён в состав города Кизел.

## Полезные ископаемые
На территории посёлка имеется небольшое месторождение кирпичных глин, которое стоит на государственном балансе в группе «Резервные» (803 тыс. м³).

## Население
| 1910 | 1926 | 1959  | 1970  | 1979  | 1989  | 2002 |
| ---- | ---- | ----- | ----- | ----- | ----- | ---- |
| 829  | ↘445 | ↗5150 | ↘2564 | ↘1576 | ↘1380 | ↘897 |